# Tecelagem Mariângela
A Tecelagem Mariângela é um espaço tombado, que localiza-se no bairro do Brás (distrito de São Paulo), na cidade de São Paulo, no perímetro central da cidade. O complexo industrial atualmente desativado fazia parte dos espaços fundados pela família Italiana Matarazzo, e fez parte do conjunto Indústrias reunidas Fábrica Matarazzo.
A tecelagem, tornou-se um espaço industrial de grande relevância pela sua alta capacidade produtiva, considerando os padrões da época e, também, pelo número de empregos gerados durante o período do seu funcionamento, aliado ao próspero histórico de faturamento.

## Histórico

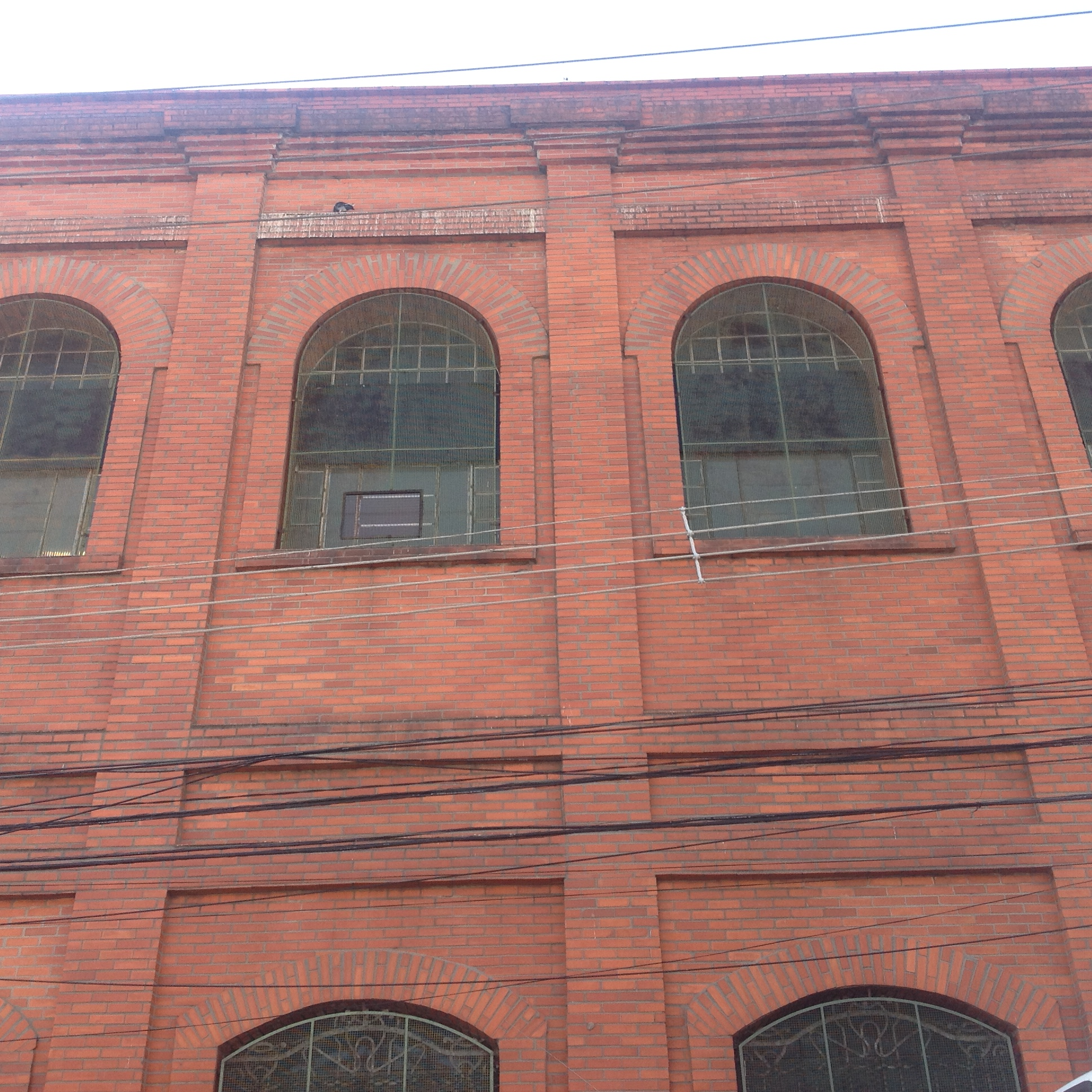
Detalhes das janelas da Tecelagem Mariângela

A Tecelagem Mariângela teve sua construção iniciada em 1903 e foi fundada um ano depois. Fazia parte do complexo industrial que se montou a partir do Moinho Matarazzo, também pertencente à família dos Matarazzo os quais produziam farinha de trigo que, até então, era importada pelos brasileiros. Pela necessidade de armazenar a farinha em sacos de algodão, Francesco Matarazzo criou a Tecelagem Mariângela. 
O espaço foi viável principalmente por causa de um investimento financeiro concedido ao grupo.
A verba buscava o fomento do desenvolvimento industrial e financeiro. E esse recurso tornou o espaço um importante ambiente de produção do período.
O complexo industrial que agregava a Tecelagem Mariângela foi acometido pela greve geral de 1917, que teve como um dos fatores a morte de José Martinez, este que tinha um vínculo com a confederação e federação dos operários brasileiros, nas quais os trabalhadores, da fábrica aderiram com alto engajamento e, pediam por melhorias nas condições de trabalho, que até então era estruturada em cima de uma exploração exacerbada e pouco razoável em relação ao direitos humanos e bem-estar coletivo.
O movimento na fábrica resultou em grande participação das mulheres, que eram maioria no ambiente fabril da tecelagem.
O movimento de grande impacto no período recebeu em contrapartida uma retaliação violenta e o período foi marcado por muito sangue operário derramado. Uma das mortes que se tornaram renomadas na época, foi a do operário espanhol chamado José Martinez.
Esse período, no entanto, foi atravessado por uma expansão das atividades industriais, e em 1918 a tecelagem já era considerada uma das mais importantes indústrias têxteis nacionais, com cerca de 600 empregos diretos  e exclusivos para a atividade têxtil. Chegaram a trabalhar no local mais de1.800 operários, sendo a maioria deles mulheres. Parte dessa mão de obra também era formada por crianças.
Muitas famílias originárias da Itália começaram a ocupar essa região na época, desenvolvendo os arredores das fábricas.
O complexo era um espaço de alta capacidade produtiva e sua imagem estava associada à uma boa qualidade de produtos finais que eram responsáveis não apenas pela fiação e  também, pela confecção de tecidos de malha.
Atualmente a fábrica está desativada e o espaço tornou-se o Center Brás, um ambiente comercial que possui espaços de atividades financeiras.

## Processo de tombamento
O CONPRESP determinou o tombamento da construção da antiga tecelagem, e determina algumas diretrizes de manutenção estrutural do espaço.
Considerando a relevância histórica do local e sua arquitetura marcada à um período histórico da construção industrial do país, o espaço torna-se obrigado a se manter estruturalmente igual, sendo imprescindível a continuidade da linguagem estética de suas fachadas que contam com tijolos avermelhados e janelas de aço com design específico do início do século XX, em processo de tombamento em 1992. O processo faz referência também ao espaço interno da fábrica que deve, segundo o processo, se manter seguindo o seu projeto inicial.
O processo de tombamento da tecelagem aconteceu em correlato com a do Moinho Matarazzo, principalmente porque ambos compartilhavam de um desenvolvimento simultâneo, nos períodos áureos de funcionamento, e por estarem geograficamente associados e estarem dentro da responsabilidade do mesmo herdeiro.

## Localização
A fábrica, atualmente desativada, localiza-se no Brás em São Paulo na rua Monsenhor Andrade 88, próximo à rua principal do bairro e sua dimensão ainda é notória dentro do bairro que a agrega.

## Arquitetura
A fábrica tem a fachada inteiramente produzida a partir de tijolos vermelhos, com telhados hidráulicos em formato v, e alguns detalhes que saltam a o proporção da parede de base, criando um aspecto gráfico muito usado no período. Internamente o galpão é amplo e sua dimensão horizontal supera a vertical e foi feita pensando na melhor forma de vigiar os trabalhadores que produziam no local.]

## Estado atual
A tecelagem tornou-se o empreendimento Center Brás e um ambiente empresarial que tem salas, escritórios, lanchonetes e lojas.

## Galeria

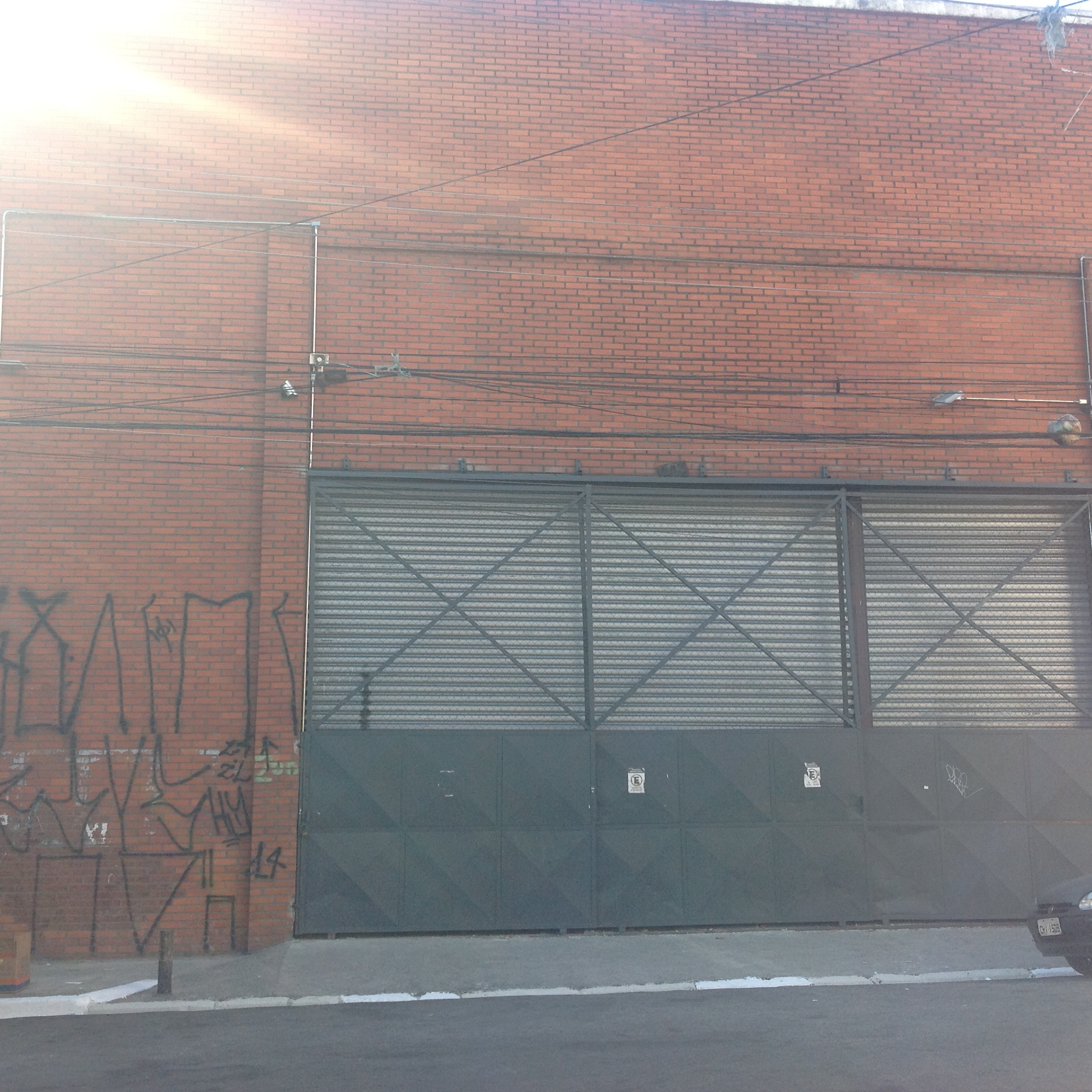
portão da Tecelagem Mariângela
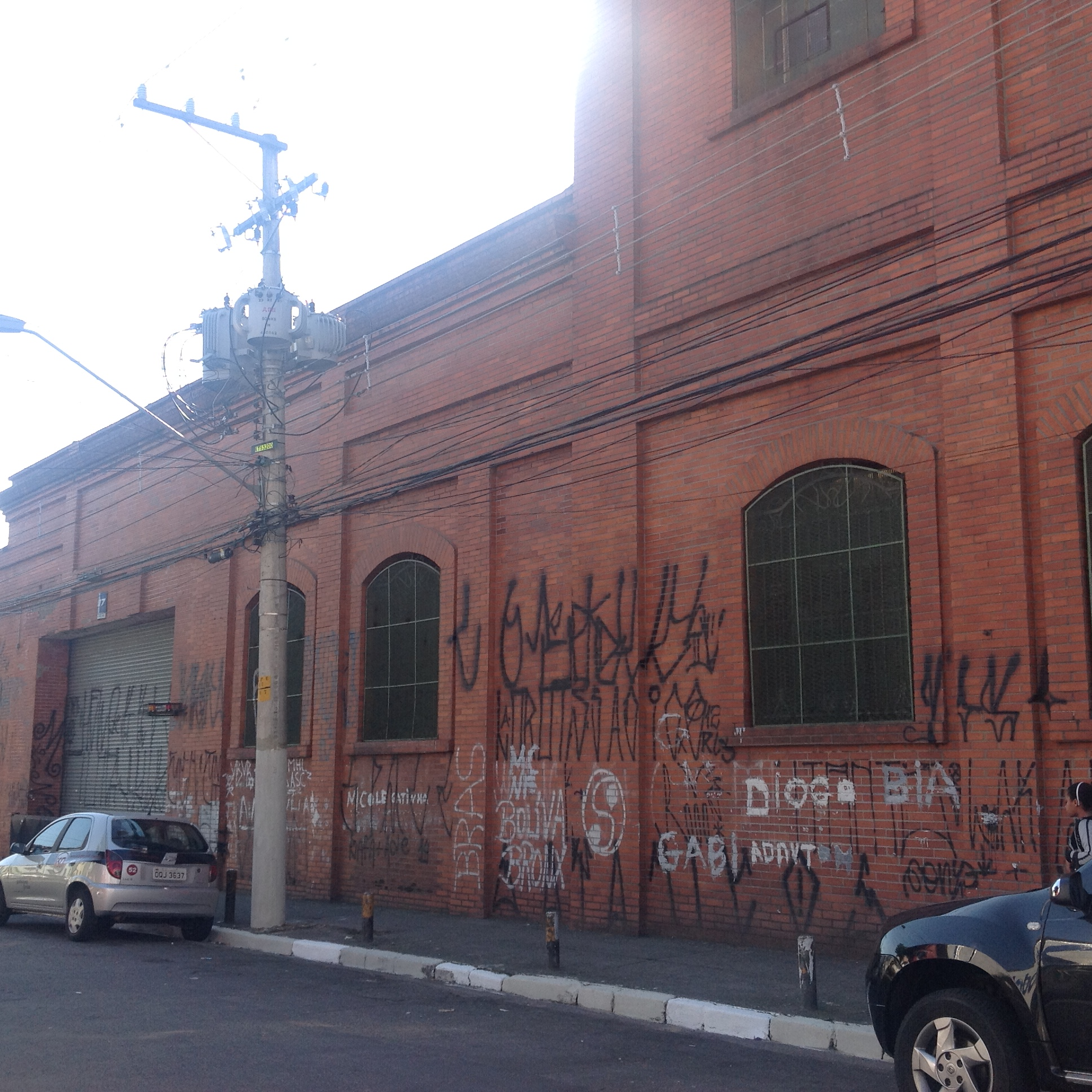
Fachada da tecelagem atualmente grafitado
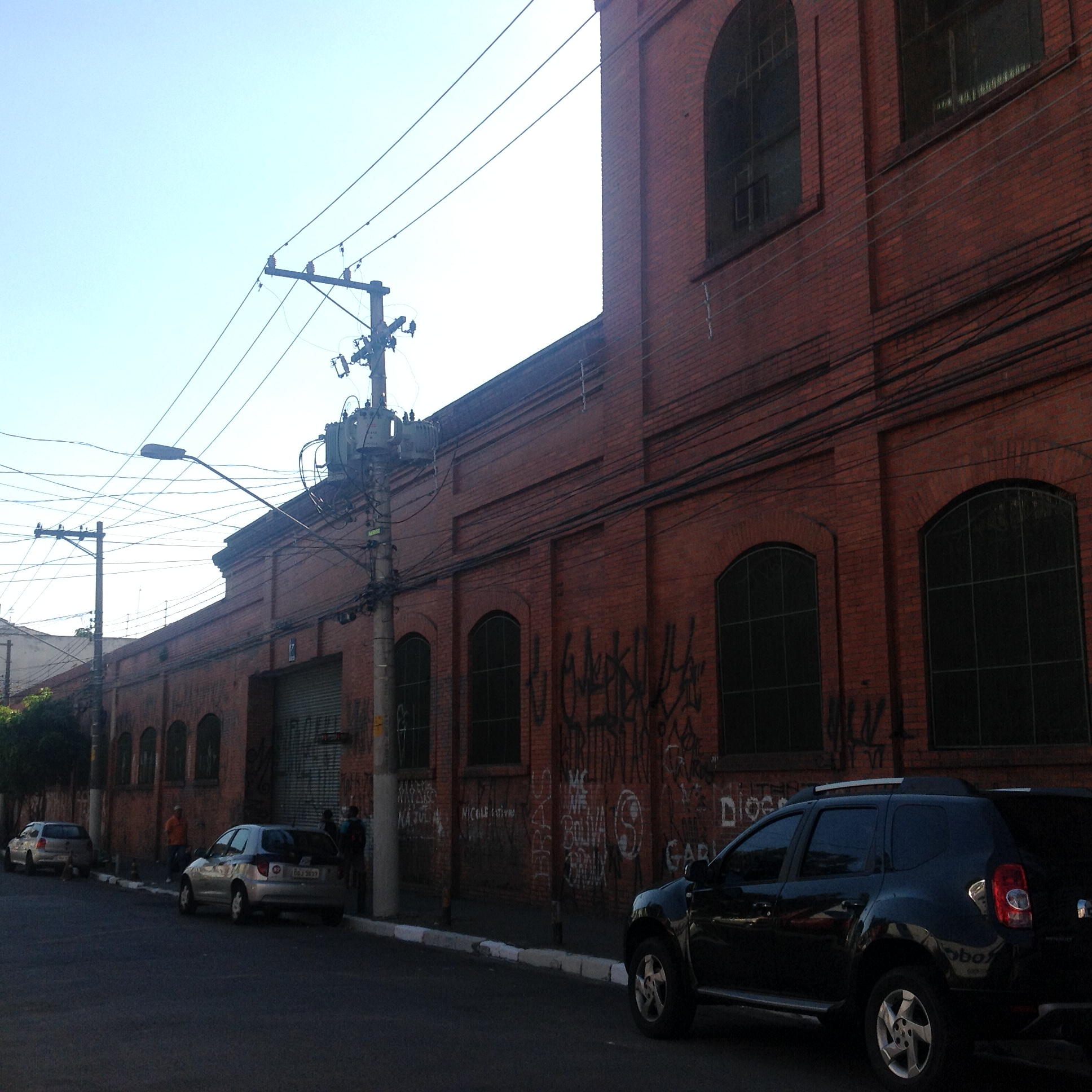
Tecelagem mariângela em visão lateral
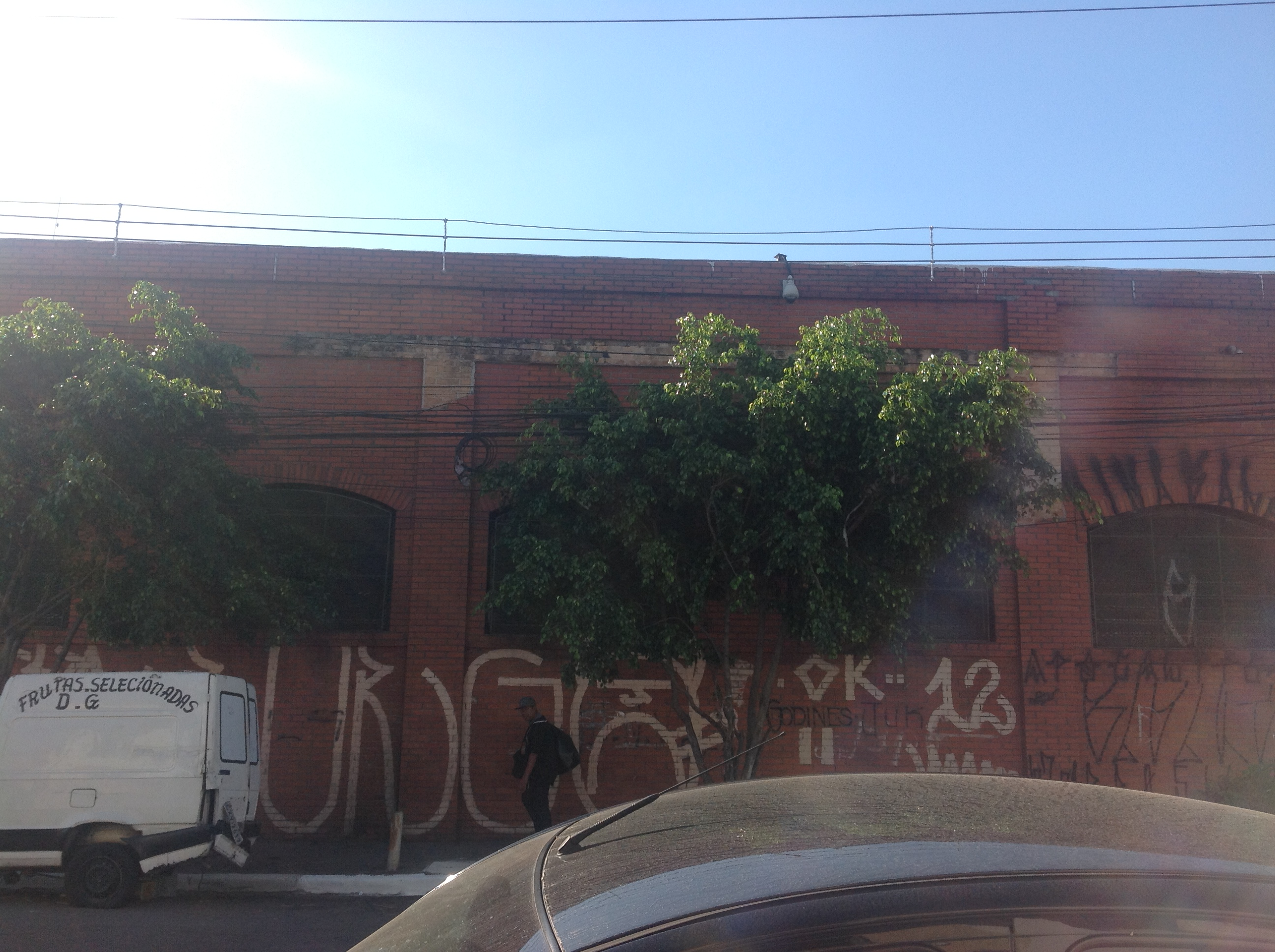
como está atualmente a situação estrutural da Tecelagem Mariângela
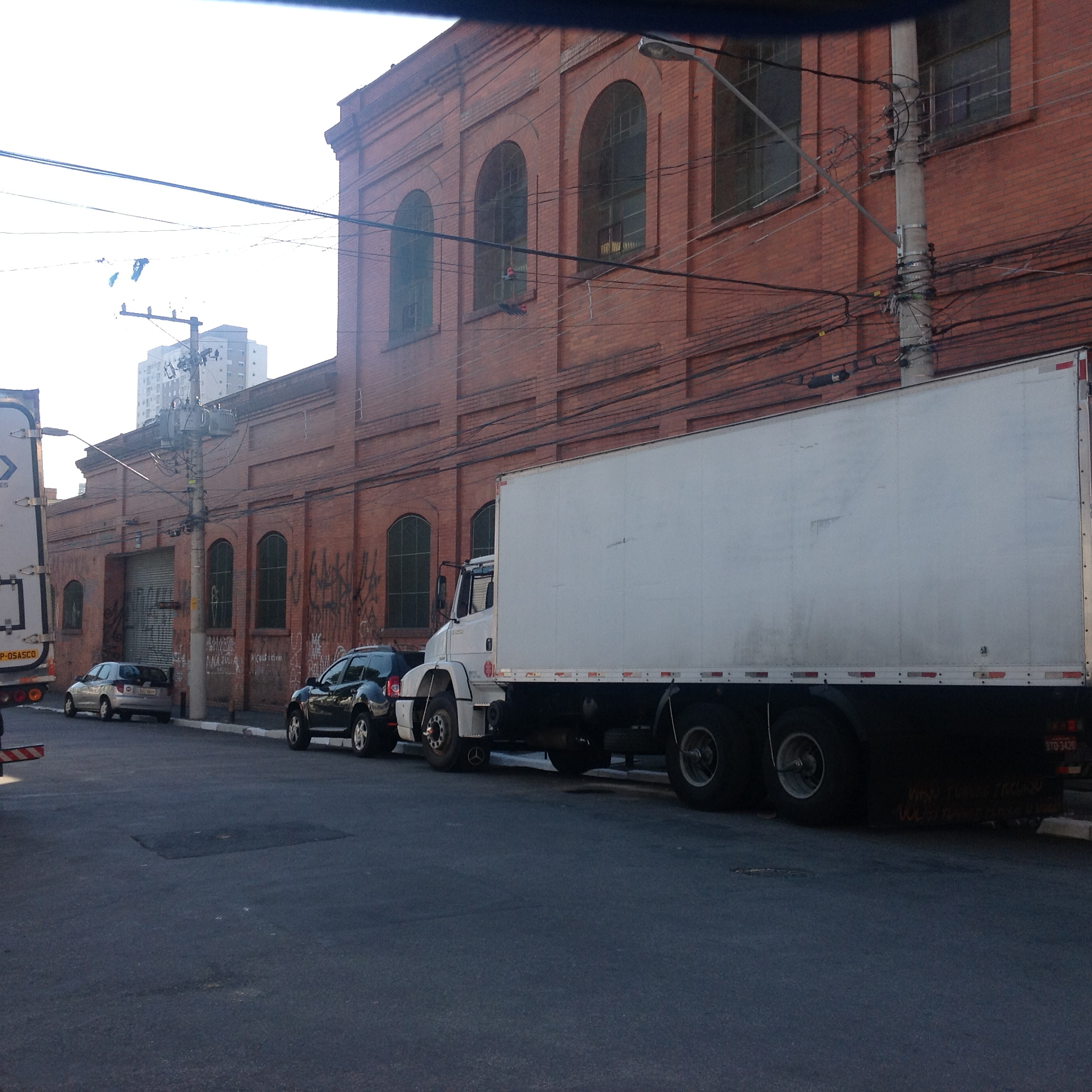
foto da Tecelagem Mariângela mostrando a tonalidade de seus tijolos